# Dina Rubina
Dina Ilyinitchna Rubina (en russe : Дина Ильи́нична Ру́бина et en hébreu : דינה רובינה) est une écrivaine russo-israélienne née le 19 septembre 1953 à Tachkent,,.

## Biographie
Dina Rubina naît le 19 septembre 1953 à Tachkent dans la famille du peintre Ilia Davidovitch Roubine (originaire de Kharkiv) et de la professeure d'histoire Rita Alexandrovna Roubina (née Joukovskaïa, originaire de Poltava). Sa mère a été évacuée à Tachkent pendant la guerre, à l’âge de 17 ans, et son père s’est installé chez ses parents à Tachkent, une fois démobilisé de l’armée. 
Dina Rubina a été nommée en l’honneur de Deanna Durbin, actrice américaine et vedette d’Hollywood des années 1940.
Rubina étudie à l'école spéciale de musique Viktor Ouspenski du conservatoire de Tachkent. Les impressions de ses années d'études sont évoquées dans le recueil de nouvelles et de récits Leçons de musique (2014).
En 1977, Rubina termine sa formation au conservatoire de Tachkent ; elle enseigne ensuite à l’Institut de culture de Tachkent. Le sujet et la vie des personnages de son roman Du côté ensoleillé de la rue sont étroitement liés au Tachkent des années 1940–1960.
Les premiers textes de Dina Rubina sont publiés dans la revue Jeunesse. En 1971, elle publie son premier récit, Un naturel remuant, à l’âge de 17 ans, dans la revue Cartable vert. 
En 1977, la publication de sa nouvelle Quand neigera-t-il enfin ? racontant l’histoire d’une jeune fille qui rencontre son amour la veille d’une opération très dangereuse, l’a rendue célèbre. Le texte est adapté à l’écran, à la radio, et à la télévision. Une pièce inspirée de la nouvelle de Rubina est jouée sur la scène du Théâtre du jeune spectateur de Moscou. Cette même année, à l’âge de 24 ans, l’auteure est entrée dans l’Union des écrivains de la République socialiste soviétique d’Ouzbékistan, en tant que plus jeune membre dans l’histoire des syndicats soviétiques similaires. En 1979, elle est devenue membre de l’Union des écrivains de l’URSS. On la surnommait la « Françoise Sagan soviétique ».
Avec son deuxième mari, Boris Karafiolov, l’écrivaine déménage à Moscou, en 1984. où elle vit et travaille jusqu’à son émigration en Israël à la fin des années 1990. Après son départ en Israël, elle a travaillé dans le supplément littéraire Vendredi du journal russe Notre pays en tant que secrétaire d’édition. Dina Rubina a vécu plusieurs années dans la ville de Ma'aleh Adumim décrite dans quelques-uns de ses ouvrages. À présent, elle habite dans la ville de Mevasseret Tsion.
En 2015, son roman Syndrome de Pétrouchka est adapté par la cinéaste genevoise d’origine russe Elena Hazanova, dans le film du même nom, avec Tchoulpan Khamatova dans le rôle principal, mais les critiques sont mitigées.

## Carrière littéraire

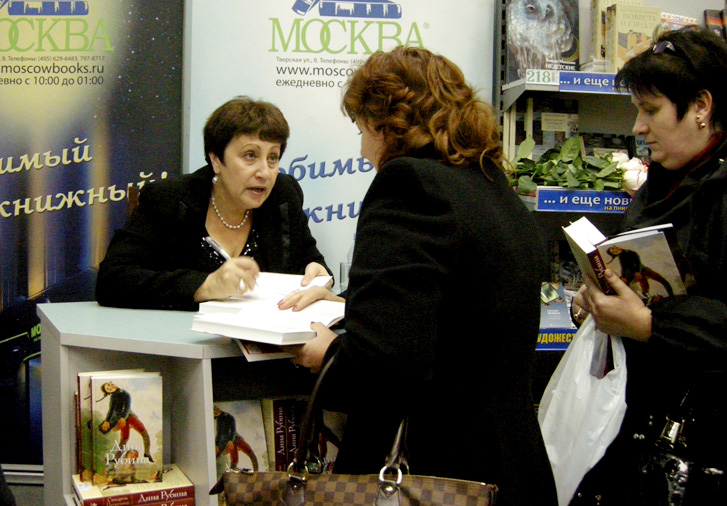
L'auteur Dina Runiba à Moscou en octobre 2010

Dina Roubina écrit et publie beaucoup, mais la période la plus intense de son travail littéraire commence en 2003, quand Eksmo, la maison d’édition la plus importante de Russie, lui fait une proposition. Depuis cette année-là, Dina Roubina publie tous ses ouvrages dans le cadre de cette collaboration extrêmement féconde. Durant cette période, apparaissent les plus célèbres romans de Dina Rubina.
Elle fait partie des auteures russophones et israéliennes les plus renommées. Ses livres ont été traduits en plus de 30 langues différentes. Elle a été récompensée pour son talent dans trois pays différents (Israël, Russie, Ouzbékistan) confirmant son statut d’écrivaine internationale. Elle est finaliste à trois reprises pour le prestigieux prix Booker russe et est lauréate du Bolchaïa Kniga en 2007, pour Du côté ensoleillé de la rue qui reste un des livres les plus achetés en Russie.

## Distinctions
- Voilà le messie : prix de L’Union des écrivains de l’Israël et prix du Ministère de l’Intégration de l’Israël
- Du côté ensoleillé de la rue : Prix Bolchaïa Kniga, prix du Fonds de Yuri Shtern, prix Booker des enseignants
- La colombe blanche de Cordoue : Prix russe
- La main de Léonard : prix Portal
- Adam et Myriam : prix du Fonds d’Oleg Tabakov

## Publications

### Romans
- 1996 : Voilà le messie ! (Вот идёт Мессия!)
- 1998 : Le dernier sanglier de Pontevedra (Последний кабан из лесов Понтеведра)
- 2004 : Le syndicat (Синдикат)
- 2006 : Du côté ensoleillé de la rue (На солнечной стороне улицы)
- 2008 : La main de Léonard (Почерк Леонардо)  (ISBN 978-5-699-27962-3 et 978-5-699-27369-0)
- 2009 : La Colombe blanche de Cordoue (Белая голубка Кордовы),  (ISBN 978-5-699-37343-7)
- 2010 : Le Syndrome de Petrouchka (Синдром Петрушки).  (ISBN 978-5-699-45611-6)

### Nouvelles
- 1980 : Когда же пойдёт снег…?
- 1982 : Дом за зелёной калиткой
- 1987 : Отворите окно!
- 1990 : Двойная фамилия
- 1994 : Один интеллигент уселся на дороге
- 1996 : Уроки музыки
- 1997 : Ангел конвойный
- 1999 : Высокая вода венецианцев
- 1999 : Астральный полёт души на уроке физики
- 2002 : Глаза героя крупным планом
- 2002 : Воскресная месса в Толедо
- 2002 : Во вратах твоих
- 2003 : Несколько торопливых слов любви
- 2004 : Наш китайский бизнес
- 2008 : Астральный полёт души на уроке физики
- 2008 : Итак, продолжаем!..
- 2008 : Мастер-тарабука
- 2008 : Чужие подъезды
- 2008 : Printemps froid dans la Provence (Холодная весна в Провансе)
- 2008 : Камера наезжает!.. (nouvelle)
- 2008 : Toi et moi sous les nuages couleur pêche ( Я и ты под персиковыми облаками)
- 2009 : Lioubka (Любка)
- 2010 : Миф сокровенный… (Издательство: Эксмо, твёрдый переплёт, 432 с., тираж 4000 экз.,  (ISBN 978-5-699-41269-3))
- 2010 : Больно только когда смеюсь. (Издательство: Эксмо,  (ISBN 978-5-699-43666-8); 2010 г.)
- 2010 : Адам и Мирьям. (Авторский сборник. Издательство: Эксмо, твёрдый переплёт, 416 с., тираж: 4000 экз.,  (ISBN 978-5-699-39797-6))
- 2010 : Фарфоровые затеи
- 2011 : Душегубица
- 2012 : Окна

### Essais
- 1999 : Sous le signe du carnaval (Под знаком карнавала)
- Я — офеня
- Я не любовник макарон, или кое-что из иврита
- Call me! (Позвони мне, позвони!)
- Enfants (Дети)
- А не здесь вы не можете не ходить?!
- 2001 : Whattodo? (Чем бы заняться?)
- Meinpijakinweissekletka (Майн пиджак ин вайсе клетка…)
- Jerusalembus (Иерусалимский автобус)
- Afterwords (Послесловие к сюжету)

## Traductions et adaptations
Traductions anglaises
- The Blackthorn, a story from Lives in Transit, Ardis Publishers, 1995.

Traductions françaises
- Zoom avant, Phébus, 2006
- Les Pommes du jardin de Schlitzbuter, Actes Sud, 1999
- Le Double Nom de famille,Actes Sud, 1999
- Du côté ensoleillé de la rue,Macha Publishing, 2019

Adaptations cinématographiques
- Dual Surname (Двойная фамилия) a été adapté en film et projeté sur la première chaîne de Russie en 2006.
- Plusieurs autres ouvrages ont été adaptés à l’écran : Verkhniaya Maslovka ; The Puppet Syndrome ; Du côté ensoleillé de la rue ; On Upper Maslovka Street ; Lyubka

## Sources
- (en) Cet article est partiellement ou en totalité issu de l’article de Wikipédia en anglais intitulé « Dina Rubina » (voir la liste des auteurs).